# Таллинн (журнал)
«Таллинн» — русскоязычный литературный журнал в 1978—1992 годах издававшийся в Эстонской ССР.

## История
Основан в 1978 году как орган Союза писателей Эстонской ССР и Министерства культуры Эстонской ССР.
Был одним из русскоязычных литературно-культурных изданий республиканской периодики наряду с газетой «Молодёжь Эстонии» и журналом «Paдуга».
В журнале публиковались переводы эстонских литераторов, произведения местных русских авторов.
Главными редакторами журнала были: Антс Саар (1978—1981), Олаф Утт (1983—1990) и Арви Сииг (1990—1992).

## «Таллинн» с 1994 года
В 1994 году выпуск журнала возобновлён Нэлли Абашиной-Мельц, но в 2000 году она была уволена Общество русской культуры в Эстонии с инициацией судебного иска в незаконной регистрации товарного знака, всё это привело к тому, что в 2005 году издавалось два одноимённых журнала с одинаковым логотипом.